# الشبح (فلم)
الشبح هو فيلم إثارة مصري صدر سنة 2007، من إخراج عمرو عرفة، وتأليف وإنتاج وائل عبد الله، ومن بطولة أحمد عز، وزينة، ومحمود عبد المغني، وصلاح عبد الله. يحكي الفيلم قصة شاب فاقد للذاكرة يُتهم زورًا بالقتل وتطارده الشرطة، فيسعى لكشف القاتل الحقيقي بمساعدة صديقه، بينما تسانده فتاة تحبه رغم العقبات.

## القصة
قام الفتى الطائش أسعد أبو جريشة بقتل غريمه بسبب مصاحبته لفتاة، وأراد والده المليونير أبو جريشة إنقاذه، حيث إنه ابنه الوحيد، فلجأ إلى خاله المحامي نشأت، الذي قام بتهريبه إلى الخارج. ولكن والدته لم تطيق بُعد ابنها الوحيد، فلجأوا إلى المحامي الفاسد حسان ومساعده عبد الصمد، اللذين بحثا عن شاب آخر يتحمل التهمة ويكون اسمه أسعد أبو جريشة.
بمساعدة موظف السجل المدني سميح، توصلوا إلى الشاب سعد أبو جريشة، وتفاوضوا معه، ثم سرقوا بطاقته الشخصية وأضافوا حرف الألف أمام اسمه ليصبح أسعد. كما اتفقوا مع كاتب الصحة معاطي على استخراج شهادة ميلاد له بالاسم الجديد والتخلص من الصفحة المسجل بها اسمه السابق. ولكن سعد أنكر الاتفاق أمام المحكمة، فتمكنوا من توريطه بتزوير تقرير الحمض النووي لإثبات أنه ابن أبو جريشة.
تمكن سعد من الهرب، لكن عبد الصمد والمحامي حسان عثرا عليه، فضربه عبد الصمد على رأسه فأفقده الوعي، ثم قام حسان بقتله، ووضع المسدس في يد سعد لاتهامه بالجريمتين. لكن سعد استعاد وعيه قبل اكتشاف الجريمة وهرب ومعه متعلقات حسان، إلا أنه فقد الذاكرة وظن أنه حسان نفسه.
كان سعد شابًا منحرفًا ارتكب جميع أنواع الجرائم من سرقة، نشل، سطو، نصب، وله مغامرات نسائية وخدع الكثيرات، كما كانت له عداوات كثيرة. أثناء رحلة هروبه، تعرّف على سليمان الذي استضافه طمعًا في أمواله، كما تعرّف على الفتاة اليتيمة أحلام التي أحبته. ساعده الاثنان في استعادة ذاكرته وإثبات براءته، حيث كان سعد يستعيد ذاكرته تدريجيًا كلما مر بحادثة مماثلة لماضيه، ليكتشف أنه كان مجرمًا نذلًا، لكنه كان واثقًا أنه لم يكن قاتلًا.
في هذه الأثناء، قام عبد الصمد بالتخلص من سميح بقتله، ثم فوجئ بأن معاطي يحتفظ بوثيقة الصحة المسجل بها شهادة الميلاد الحقيقية وحاول ابتزازه. استغل عبد الصمد هذه الوثيقة لابتزاز أبو جريشة، ثم قتل معاطي وأخذ المال وشهادة الميلاد.
حاول عبد الصمد العثور على سعد لتسليمه إلى الشرطة، فتذكر سعد علاقته به وطلب من سليمان مجاراته والاتفاق معه على تسليمه مقابل مبلغ مالي، حتى يتمكن من استدراجه وفهم أبعاد المؤامرة. لكن سليمان خانه بالفعل وأبلغ عن مكانه. وفي اللحظة الأخيرة، استيقظ ضمير سليمان وساعد سعد على الهروب.
تتبع سعد عبد الصمد حتى منزله، وقيده وسكب عليه الغاز استعدادًا لحرقه، فاعترف له بكل التفاصيل التي لم يتذكرها. وحين حاول عبد الصمد إنقاذ نفسه، ساومه على شهادة الميلاد الحقيقية التي تثبت براءته.
قام سعد بمجاراة أبو جريشة ونشأت، ووافق على تسليم نفسه مقابل 10 ملايين جنيه تُسلَّم إلى سليمان وأحلام. وأمام وكيل النيابة، كشف سعد الحقيقة، وأبرز البطاقة المزورة وشهادة الميلاد الحقيقية، فتأكد وكيل النيابة من صحة المعلومات، وأمر بالقبض على أبو جريشة ونشأت وعبد الصمد، بينما أُفرج عن سعد، الذي تزوج من أحلام

## طاقم التمثيل
- أحمد عز بدور سعد، شاب عاطل وفاقد للذاكرة ويحاول الوصول إلى ماضيه.
- زينة بدور أحلام، فتاة تساعد سعد لإستعادة ذاكرته وتقع في حبه.
- محمود عبد المغني بدور سليمان، شاب بسيط يساعد سعد في الحصول على سكن وفك الغموض المحيط به.
- صلاح عبد الله بدور عبد الصمد، العقل المدبر لجميع الأعمال الإجرامية.
- منة فضالي بدور فلة، فتاة كانت صديقة لسعد وتطلب منه الزواج.
- يوسف فوزي بدور نشأت، محامي عائلة أبو جريشة.
- هناء عبد الفتاح بدور أحمد أبو جريشة، رجل أعمال ووالد أسعد.
- فيفي السباعي بدور زوجة أحمد أبو جريشة ووالدة أسعد.
- محمد الصاوي بدور معاطي، كاتب الصحة.
- محمد الهوان بدور أسعد أبو جريشة، شاب طائش، وابن رجل الأعمال أحمد أبو جريشة.
- أشرف سرحان بدور حسان، المحامي الفاسد

### ضيوف الشرف
- باسم سمرة
- صبري عبد المنعم
- أحمد صيام
- محمود البزاوي
- سلمى غريب

## وصلات خارجية
- مقالات تستعمل روابط فنية بلا صلة مع ويكي بيانات